# Osttimoresisch-paraguayische Beziehungen
Der Artikel beschreibt die Beziehungen zwischen Osttimor und Paraguay.

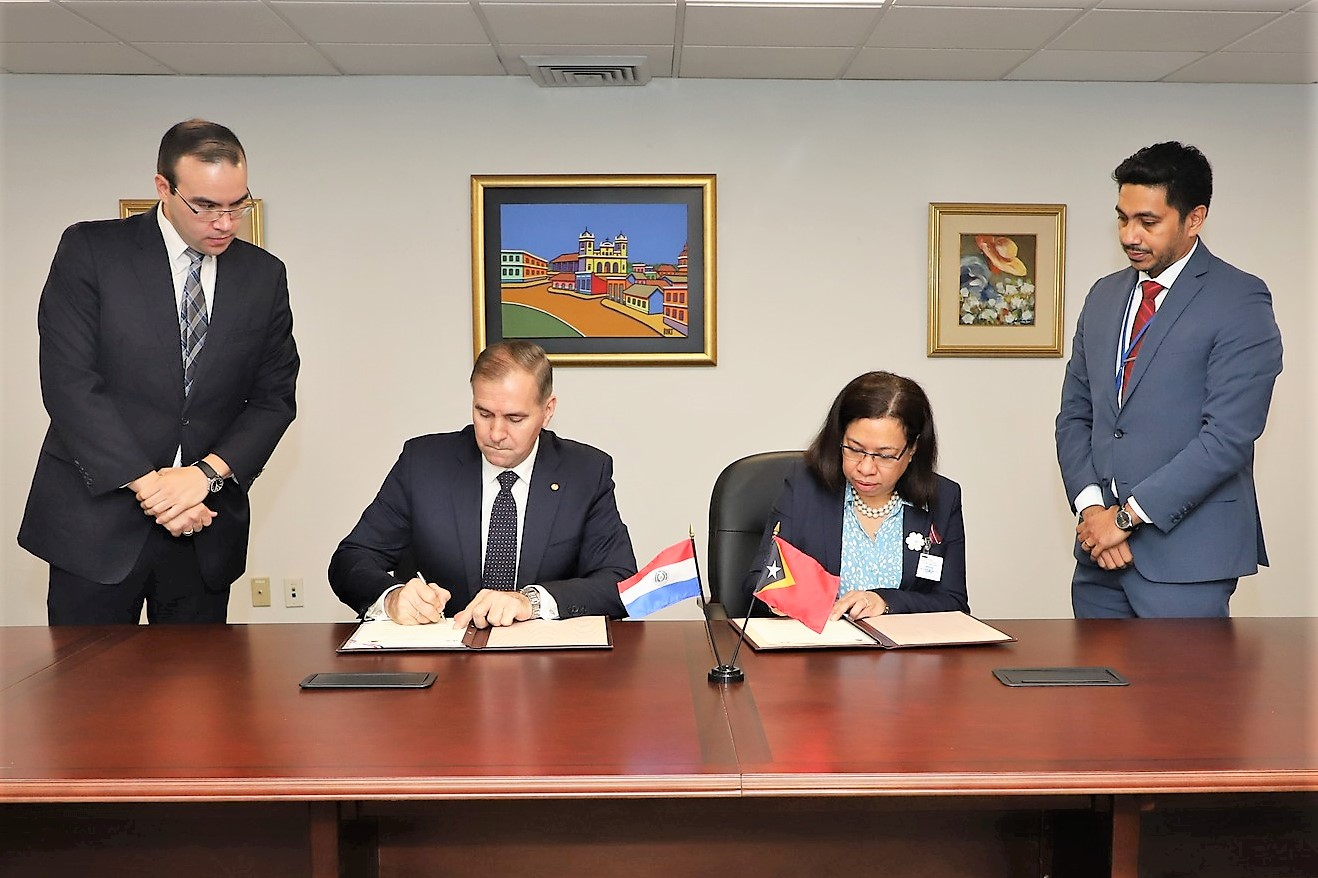
Aufnahme der Beziehungen zwischen Osttimor und Paraguay (2022)

Am 18. September 2022 nahmen Osttimor und Paraguay diplomatische Beziehungen auf. Weder hat Paraguay eine Botschaft in Osttimor, noch Osttimor eine diplomatische Vertretung in Paraguay. Paraguays Botschaft im indonesischen Jakarta ist ebenfalls für die Vertretung in Osttimor zuständig.
Beide Staaten gehören zur Gruppe der 77. Für 2018 gibt das Statistische Amt Osttimors keine Handelsbeziehungen zwischen Osttimor und Paraguay an.